# Go-Shirakawa
Cesarz Go-Shirakawa (jap. 後白河天皇 Go-Shirakawa tennō; ur. 18 października 1127, zm. 26 kwietnia 1192) – 77. cesarz Japonii, według tradycyjnego porządku dziedziczenia.
Przed wstąpieniem na tron nosił imię książę Masahito (jap. 雅仁親王 Masahito-shinnō). Był pierwszym synem cesarza Toba i ojcem cesarzy Nijō i Takakury.
Go-Shirakawa panował w latach 1155–1158.
Mauzoleum cesarza Go-Shirakawa znajduje się w Kioto. Nazywa się Hōjū-ji no misasagi.